# Motorbark
Motorbarken (motoriska hjärnbarken, motorcortex) är den del av hjärnbarken (cortex) som planerar och ger upphov till frivilligt utförda rörelser. Motorbarken dirigerar över hjärnstammen samt ryggmärgen. Ryggmärgens neurala nätverk dirigerar i sin tur muskler genom perifera nerver.

## Indelning
Motorbarken består av fyra regioner i neocortex.
1. Posteriora cortex där de posteriora sensoriska regionerna av cortex specificerar rörelsemål och skickar information till prefrontala cortex via flera neurala banor. Direkta neurala banor används till att få primära motorcortex att utföra relativt automatiska rörelser. Indirekta neurala banor genom temporala cortex används för rörelse som kräver medveten kontroll.
2. Prefrontala cortex som tar emot information och genererar en plan för hur en rörelse ska utföras. Instruktioner för rörelsen skickas till premotoriska cortex och vidare till primära motorcortex.
3. Premotoriska cortex (Brodmann's area 6 som inkluderar en ventral region och en dorsal region som benämns kompletterande motorcortex) som innehåller en repertoar av rörelser som tillåter strukturen att känna igen andras rörelse och välja liknande eller andra rörelser.
4. Primära motoriska cortex (M1 eller Brodmann's area 4) som innehåller en repertoar av rörelser som är mer grundläggande än repertoaren i premotoriska cortex.[1]

## Rörelse
Motorbarkens regioner interagerar med varandra genom att posteriora cortex genererar ett mål för en rörelse, prefrontala cortex planerar rörelsen och premotoriska cortex eller primära motoriska cortex väljer ut en lämplig rörelse. Per E. Roland har redovisat ett experiment där han har studerat cerebral blodtillförsel som är en indikation på neural aktivitet. Studien illustrerar teorin om hur neocortikal motor kontroll går till. När en individ trummar med ett finger ökar blodflödet i primära motoriska cortex. När en individ utför en serie av fingerrölerser ökar även blodflödet i premotoriska cortex. När en individ använder fingrarna för att navigera i en ritning av en labyrint, en övning som kräver koordinerade rörelser i syfte att uppnå ett mål likväl som specifika rörelser motsvarande labyrintens form, ökar blodflödet i prefrontala cortex samt i regioner av parietala och temporala cortex. Blodflödet ökar alltså endast i de regioner som bidrar till den aktuella rörelsen. Studien stöder teorin om att enkla motoriska rörelser kontrolleras i huvudsak av primära motoriska cortex, rörelser som kräver sekvenser är dessutom kontrollerad av premotoriska cortex, samt rörelser som kräver planering är dessutom kontrollerade av regioner i prefrontala- parietala- och temporala cortex.  
Rörelse skapas för det mesta som en respons på sensoriska stimuli. Sensoriska stimuli kan initiera rörelse på två sätt:  
1. Direkta kopplingar från parietala cortex till primära motoriska cortex antyder att en rörelse kan genereras som direkt respons på sensoriska stimuli. Denna typ av rörelse är troligtvis enkel och reflexmässig.
2. De olika sensoriska systemen kan skicka information till prefrontala cortex och primära motoriska cortex som kan använda informationen till att producera eller modifiera rörelse som är mer komplex.

Vikten av den sensoriska informationen för rörelse visas genom de svåra rörelsehinder som uppstår vid deafferentation.

## Historik
På femtiotalet gjorde Wilder Penfield ett experiment i syfte att kartlägga cortex. Experimenten gick ut på att stimulera cortex med korta elektriska pulser på individer som skulle genomgå hjärnkirurgi när de var vid medvetande. Penfield och kollegor fann att majoriteten av den rörelse som experimenten genererade triggades av att precentrala gyrus (Brodmann's area 4) stimulerades. Regionen döptes till primära motoriska cortex på grund av dess roll produktion av rörelse. Penfield fann även bevis för att rörelse kan produceras genom att stimulera den dorosala delen av premotoriska cortex. På grund av detta döptes regionen till komplementära motorcortex. Penfield summerade resultaten av de motoriska studierna genom att rita teckningar av kroppsdelar som fick representera de areor av primära motoriska cortex och premotorcotex som vid stimulering fick kroppsdelen att röra sig. Resultatet genererade homunculus som bredde ut sig över motorcortex. Eftersom människans kropp är symmetrisk har varje hemisfär en homunculus. Penfield lokaliserade en sekundär homunculus i komplementära motorcortex. Motoriska homunculus mest slående egenskapen är de missförhållande som råder i proportioner av kroppsdelar jämfört med en människas kropp. Homunculus har väldigt stora händer med särskilt stora tummar. Homunculus har också stora läppar och en stor tunga. I kontrast har homunculus en liten kropp med små armar och små ben. Missförhållandet av homunculus proportioner beror på att stora delar av motorcortex reglerar hand-, finger-, läpp- och tungrörelser vilket ger människan precis motorkontroll över dessa kroppsdelar. De delar av kroppen som människan har mindre kontroll över har mindre representationer i motorcortex.

## Nyare forskning
Penfieds kartor över motorcortex konstruerades efter elektrisk stimulering med stora elektroder av några punkter direkt på neocortex. Senare studier av primater där forskare använder elektrisk stimulering via microelektroder på flera platser av cortex indikerar att det finns många fler homunculi än de som redovisades av Penfield. Det kan finnas upp till tio stycken homunculi i primära motoriska cortex och i premotoriska cortex. Senare studier har även visat att delar av Penfields homunculi är arrangerade på ett annat sätt än det som Penfield redovisade. Platsen från vilken en elektrisk stimulering kan framkalla rörelse i ett finger är inte belägen inom ett diskret område som representerar det fingret, närliggande till områden som representerar de andra fingrarna, som Penfield's ursprungliga homunculus antyder. Fingerrörelser kan nämligen framkallas från flera platser i cortex. De platser från vilket fingerrörelser erhålls framkallar också rörelser från andra kroppsdelar.
För att förklara dessa fynd föreslår vissa forskare att motorcortex är organiserad för att kontrollera rörelse som skulle kunna kräva samordnade åtgärder av flera muskler i olika kombinationer snarare än att kontrollera individuella muskler. Olika homunculus representerar olika typer av rörelse. Debatten om hur motorcortex bidrar till rörelse är långt gången. I ena änden hävdar forskare att motorcortex kontrollerar individuella muskler och i andra änden hävdar forskare att motorcortex kontrollerar koordinerade rörelser. Resultat från studier av ensamma neuroner från neokortikala motorregioner antyder att neuroner spelar en direkt roll i att instruera enskilda muskler att kontrahera. Andra studier antyder att neuroner specificerar mål för rörelse.
Edward Evarts ville undersöka hur neuroner i motorcortex producerar rörelse. Han tränade apor till att flexa sin vrist för att flytta en stång till vilken vikter av olika tyngd kunde fästas vid. En elektrod inplanterad i apans vristregion i motorcortex registrerade aktiviteten av neuronerna i regionen. Resultaten visade att neuronerna aktiveras redan innan apan har börjar flexa vristen vilket tyder på att neuronerna är med och planerar likväl som de initierar själva rörelsen. Neuronerna är aktiverade genom rörelsen där apan flexar vristen vilket bekräftar att neuronerna spelar en roll i att verkställa rörelsen. Neuronerna aktiveras oftare när vikter fästs vid stången vilket indikerar aktiviteten av neuroner i motorcortex ökar när rörelsen ökar. Resultatet visar också att motorcortex specificerar riktningen av en rörelse. Neuronerna i vrist regionen av motorcortex avfyrar när apan flexar vristen inåt men inte när apan sträcker tillbaka vristen till sitt utgångsläge. Dessa av och på responser hos neuroner relaterat till om apans vrist är flexad inåt eller utsträckt  är ett enkelt sätt att koda riktningen för vilket håll vristen rör sig.
Carlo Umilta och kollegor har redovisat forskningsresultat som vidare utvecklar förståelse av neuroner i premotoriska cortex. Studier av apor visade att många neuroner i premotoriska cortex inte bara avfyrade när en apa själv utförde en rörelse utan också när en apa ser en annan apa göra samma rörelse. Apors neuroner avfyrades även när de såg människor göra samma rörelse. Dessa neuroner kallas för spegelneuroner. Spegelneuroners roll kan sammanfattas med att de möjliggör kommunikation mellan en avsändare och en mottagare. Människor har också spegelneuroner men en stor skillnad mellan apor och människor är att människors spegelneuroner i huvudsak finns i den vänstra hemisfären. Spegelneuroners förmåga att ha en roll både i egna rörelser som i perception av andras rörelser tyder på att de utgör en neural bas för självmedvetenhet, social medvetenhet och medvetenhet om andras agerande och intentioner.